# NTT西日本中国バレーボール部
NTT西日本中国バレーボール部（エヌティーティーにしにほんちゅうごくバレーボールぶ）は、かつて広島県広島市南区を拠点に活動していた、NTT西日本-中国の男子バレーボールチームである。

## 概要
1950年、日本電信電話公社中国電報電話局のバレーボールチーム「電電中国」として創部。1981年から始まった地域リーグ（男子・西部）に参加。1985年NTTグループ誕生に伴い、NTT中国に改称。1998年、実業団リーグ（のちのV1リーグ、現チャレンジリーグ）に昇格。
1999年1月、NTT中国支社の廃止に伴い広島支店のスポーツサークルとなり、支店の福利厚生費からの補助と社員のスポーツ後援会からの援助で活動を続けた。同年度シーズン、V1リーグ3位に入る。
同年7月1日、NTTは4社分割による再編成が行われた。それに伴い全国11支社にあったスポーツチームは過去の実績などを基に再編され、陸上競技部（広島）・硬式野球部（大阪）・ラグビー部（大阪）・バレーボール（名古屋（男子）と神戸（女子））をNTT西日本本社直轄のシンボルチーム、ソフトテニス（広島）のうち全日本メンバーをシンボル選手に認定した。そこから外れたスポーツチームは支店のスポーツサークル、クラブチーム化、あるいは休廃部していった。
2001年、NTT西日本は人員合理化などを進めた。その中で、社員の新規採用が2001年度から2年間見送られることとなり、NTT西日本中国バレー部も新入部員を勧誘することができなかった。さらには、主力3人がシンボルチームのレグルスに移籍してしまった。そのため弱体化が進み、2001シーズンはV1で6位に終わる。同年11月末から広島支社はスポーツサークルの休廃部や活動縮小を検討、バレー部は2002年シーズンを最後にV1リーグを脱退した。

## 成績

### 主な成績
V1リーグ
- 優勝 なし
- 準優勝 なし

地域リーグ西部
- 優勝 1984年、1996年、1997年
- 準優勝 1983年

黒鷲旗全日本選手権
- 優勝 なし
- 準優勝 なし

### 年度別成績
| 大会名         | 大会名          | 順位   | 参加チーム数 | 試合数 | 勝 | 敗 |
| -------------- | --------------- | ------ | ------------ | ------ | -- | -- |
| 地域リーグ西部 | 第1回(1981)     | 3位    | 6チーム      |        |    |    |
| 地域リーグ西部 | 第2回(1982)     | 3位    | 6チーム      |        |    |    |
| 地域リーグ西部 | 第3回(1983)     | 準優勝 | 8チーム      |        |    |    |
| 地域リーグ西部 | 第4回(1984)     | 優勝   | 8チーム      |        |    |    |
| 地域リーグ西部 | 第5回(1985)     | 5位    | 8チーム      |        |    |    |
| 地域リーグ西部 | 第6回(1986)     |        | 8チーム      |        |    |    |
| 地域リーグ西部 | 第7回(1987)     | 5位    | 8チーム      |        |    |    |
| 地域リーグ西部 | 第8回(1988)     | 5位    | 8チーム      |        |    |    |
| 地域リーグ西部 | 第9回(1989)     | 3位    | 8チーム      |        |    |    |
| 地域リーグ西部 | 第10回(1990)    | 4位    | 8チーム      |        |    |    |
| 地域リーグ西部 | 第11回(1991)    | 5位    | 8チーム      |        |    |    |
| 地域リーグ西部 | 第12回(1992)    | 6位    | 8チーム      |        |    |    |
| 地域リーグ西部 | 第13回(1993)    | 6位    | 8チーム      |        |    |    |
| 地域リーグ西部 | 第14回(1994)    | 4位    | 8チーム      |        |    |    |
| 地域リーグ西部 | 第15回(1995)    | 4位    | 8チーム      |        |    |    |
| 地域リーグ西部 | 第16回(1996)    | 優勝   | 8チーム      |        |    |    |
| 地域リーグ西部 | 第17回(1997)    | 優勝   | 8チーム      |        |    |    |
| 実業団リーグ   | 第29回(1997/98) | 8位    | 8チーム      | 14     | 1  | 13 |
| V1リーグ       | 第1回(1998/99)  | 3位    | 8チーム      | 14     | 10 | 4  |
| V1リーグ       | 第2回(1999/00)  | 5位    | 8チーム      | 14     | 5  | 9  |
| V1リーグ       | 第3回(2000/01)  | 6位    | 8チーム      | 14     | 4  | 10 |
| V1リーグ       | 第4回(2001/02)  | 7位    | 8チーム      | 14     | 2  | 12 |